# ويل باكلي
ويل باكلي (بالإنجليزية: Will Buckley)‏ هو لاعب كرة قدم بريطاني في مركز الوسط، ولد في 21 نوفمبر 1989 في أولدم في المملكة المتحدة. لعب مع برايتون أند هوف ألبيون وبرمنغهام سيتي وليدز يونايتد ونادي روتشديل ونادي سندرلاند ونادي واتفورد.

## وصلات خارجية
- ويل باكلي على موقع قاعدة بيانات كرة القدم.إي يو (الإنجليزية)
- ويل باكلي على موقع Soccerbase.com (لاعب) (الإنجليزية)
- ويل باكلي على موقع Soccerway.com (الإنجليزية)
- ويل باكلي على موقع عالم كرة القدم.نت (الإنجليزية)